# Vasilīs Triantafyllakos
Vasilīs Triantafyllakos (in greco Βασίλης Τριανταφυλλάκος?; Serres, 16 luglio 1991) è un calciatore greco, centrocampista dell'Enōsi Panaspropyr.-Doxas.

## Carriera
Ha giocato nella prima divisione greca.

## Statistiche

### Presenze e reti nei club
Statistiche aggiornate al 5 novembre 2021.
| Stagione              | Squadra               | Campionato            | Campionato | Campionato | Coppe nazionali | Coppe nazionali | Coppe nazionali | Coppe continentali | Coppe continentali | Coppe continentali | Altre coppe | Altre coppe | Altre coppe | Totale | Totale |
| Stagione              | Squadra               | Comp                  | Pres       | Reti       | Comp            | Pres            | Reti            | Comp               | Pres               | Reti               | Comp        | Pres        | Reti        | Pres   | Reti   |
| --------------------- | --------------------- | --------------------- | ---------- | ---------- | --------------- | --------------- | --------------- | ------------------ | ------------------ | ------------------ | ----------- | ----------- | ----------- | ------ | ------ |
| 2011-2012             | Arīs Salonicco        | SL                    | 13         | 1          | CG              | 0               | 0               |                    | -                  | -                  |             | -           | -           | 13     | 1      |
| 2012-2013             | Arīs Salonicco        | SL                    | 19         | 1          | CG              | 2               | 0               |                    | -                  | -                  |             | -           | -           | 21     | 1      |
| 2013-2014             | Arīs Salonicco        | SL                    | 12         | 1          | CG              | 1               | 0               |                    | -                  | -                  |             | -           | -           | 13     | 1      |
| Totale Arīs Salonicco | Totale Arīs Salonicco | Totale Arīs Salonicco | 44         | 3          |                 | 3               | 0               |                    | -                  | -                  |             | -           | -           | 47     | 3      |
| 2014-gen. 2015        | Panthrakikos          | SL                    | 1          | 0          | CG              | 1               | 0               |                    | -                  | -                  |             | -           | -           | 2      | 0      |
| gen.-mag. 2015        | Olympiakos Volos      | FL                    | 17         | 0          |                 | -               | -               |                    | -                  | -                  |             | -           | -           | 17     | 0      |
| 2015-gen. 2016        | Lamia                 | FL                    | 4          | 0          | CG              | 1               | 0               |                    | -                  | -                  |             | -           | -           | 5      | 0      |
| gen.-mag. 2016        | Panserraïkos          | FL                    | 15         | 3          |                 | -               | -               |                    | -                  | -                  |             | -           | -           | 15     | 3      |
| 2016-2017             | Agrotikos Asteras     | FL                    | 25         | 2          | CG              | 3               | 1               |                    | -                  | -                  |             | -           | -           | 28     | 3      |
| 2017-2018             | Sparta                | FL                    | 26         | 3          | CG              | 2               | 0               |                    | -                  | -                  |             | -           | -           | 28     | 3      |
| 2018-2019             | Trikala               | FL                    | 26         | 5          | CG              | 1               | 0               |                    | -                  | -                  |             | -           | -           | 27     | 5      |
| 2019-2020             | PAE Chania            | SL2                   | 9          | 1          | CG              | 0               | 0               |                    | -                  | -                  |             | -           | -           | 9      | 1      |
| 2020-2021             | PAE Chania            | SL2                   | 13         | 3          |                 | -               | -               |                    | -                  | -                  |             | -           | -           | 13     | 3      |
| 2021-2022             | PAE Chania            | SL2                   | 0          | 0          | CG              | 0               | 0               |                    | -                  | -                  |             | -           | -           | 0      | 0      |
| Totale PAE Chania     | Totale PAE Chania     | Totale PAE Chania     | 22         | 4          |                 | 0               | 0               |                    | -                  | -                  |             | -           | -           | 22     | 4      |
| Totale carriera       | Totale carriera       | Totale carriera       | 180        | 20         |                 | 11              | 1               |                    | -                  | -                  |             | -           | -           | 191    | 21     |